# Garazi Murua
Garazi Murua (Guecho, Vizcaya, 24 de enero de 1995) es una futbolista española. Juega de central en el Athletic Club de la Primera División de España.
Es subcampeona de Europa con la selección española sub-19.

## Trayectoria
Jugó al fútbol desde muy joven en el Bizkerre FT (Bizkerre Futbol Taldea) y destacó ya desde muy pronto, por lo que con 12 años es reclutada por el Athletic Club. En 2014 se fue a jugar en Estados Unidos en el East Tennessee State University, donde fue nombrada mejor jugadora de su conferencia e incluida en el mejor equipo de la liga. A su regreso al Athletic hizo su debut en primera división en un partido que las enfrentó al Collerense, donde Garazi entró al inicio de la segunda parte. La defensa vizcaína, capitana del equipo rojiblanco firmó con el Athletic Club, prorrogando su contrato hasta 2024.

## Selección nacional
Ha sido subcampeona de Europa sub-19 en 2014 con la selección de España.

## Clubes
| Club          | País   | Año           |
| ------------- | ------ | ------------- |
| Athletic Club | España | 2015-presente |